# 12月

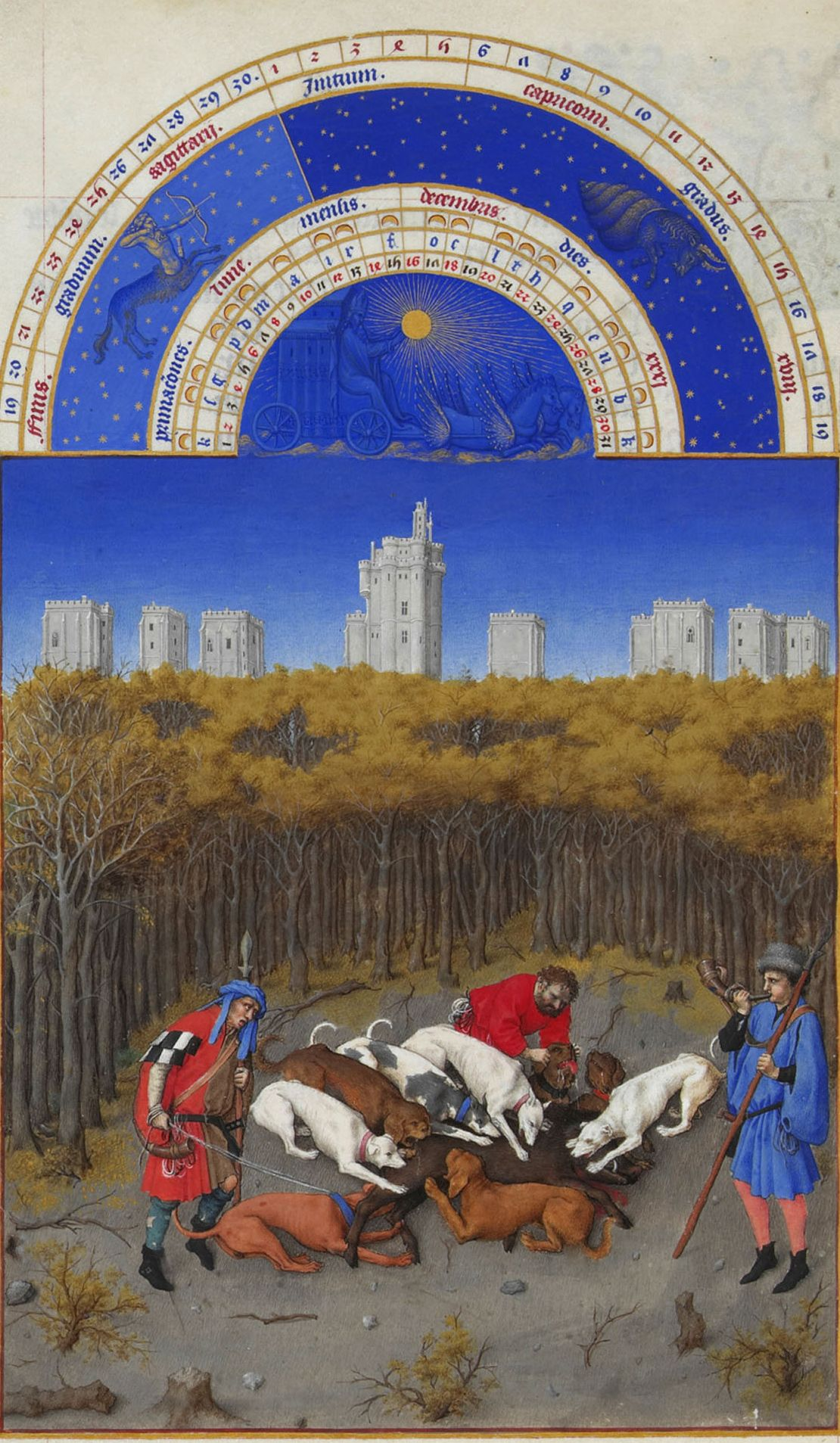
『ベリー公のいとも豪華なる時祷書』より12月

12月（じゅうにがつ）は、グレゴリオ暦で年の第12の月（1年の最終月）に当たり、31日間ある。
日本では、旧暦12月を「師走」、「師馳」（しわす・しはす）または「極月」（きわまりづき・ごくげつ・ごくづき）と呼んできた。
今では「師走」及び「極月」は、新暦12月の別名としても用いられる。
北海道アイヌ語旭川方言では、12月を「雪を落とす月」を意味するウパㇱランケチュㇷ゚（アイヌ語: upas ranke cup）と呼ぶ。
英語での月名 December は、「10番目の月」の意味で、ラテン語で「第10の」という意味の decem の語に由来している。
実際の月の番号とずれているのは、紀元前46年まで使われていたローマ暦が3月起算で（そのため年末の2月は日数が少ない）、3月から数えて10番目という意味である。
グレゴリオ暦の12月1日はその年の9月1日と同じ曜日になる（→日付の一覧#カレンダー風）。
明治時代に日本が太陰暦から太陽暦に変更した際に、政府が年末の給料を削減するために12月の日数を2日とした（明治5年12月2日の翌日を明治6年1月1日とした）。

## しはすの語源
「しはす」の語源は、古いことなのでわからない。「大言海」は、「歳極（トシハツ）ノ略轉カト云フ、或ハ、萬事爲果（シハ）つ月ノ意、又、農事終ハル意カ」と言い、また「十二箇月ノ名ハ、スベテ稻禾生熟ノ次第ヲ逐ヒテ、名ヅケシナリ」（「睦月」の項）と言っている。
なお、僧侶（師は、僧侶の意）が仏事で走り回る忙しさから、という平安時代からの説（色葉字類抄）があるが、これは語源俗解（言語学的な根拠がない、あてずっぽうの語源のこと）による宛て字であり、平安時代にはすでに、「しはす」の語源はわからなくなっていた（民間語源#日本語における民間語源）。

### 様々な説
日本国語大辞典は、語源については記述していない。末尾に次の9説を列挙するのみである。
1. 経をあげるために師僧が東西を馳せ走る月であるところから、シハセ（師馳）の義〔奥義抄・名語記・壒嚢鈔〕。
2. 四季の果てる月であるところから、シハツ（四極）月の意〔志不可起・和爾雅・日本釈名〕。
3. トシハツル（歳極・年果・歳終）の義〔東雅・語意考・類聚名物考・和語私臆鈔・黄昏随筆・古今要覧稿・和訓栞〕。
4. ナシハツルツキ（成終月）の略転〔紫門和語類集〕。
5. 農事が終わり、調貢の新穀をシネハツル（歛果）月であるところから〔兎園小説外集〕。
6. 稲のない田のさまをいうシヒアスの約。シは発声の助語。ヒアスは干令残の義〔嚶々筆語〕。
7. シヲヘオサメヅキ（為竟収月）の義〔日本語原学＝林甕臣〕。
8. セハシの義〔万葉代匠記〕。
9. シバシ（暫）の月の義〔遠碧軒記〕。

## 異名
- おうとう（黄冬）
- おとづき（弟月）
- おやこづき（親子月）
- かぎりのつき（限月）
- くれこづき（暮来月）
- けんちゅうげつ（建丑月）
- ごくげつ（極月）
- しわす（師走）
- はるまちつき（春待月）
- ばんとう（晩冬）
- ひょうげつ（氷月）
- ぼさい（暮歳）
- ろうげつ（臘月）

## 12月の年中行事
- 12月13日 - 正月事始め[注 2]
- 12月13日 - 煤払い[8]
- 12月13日 - 聖ルチア祭
- 12月24日 - クリスマス・イヴ（各国、主にキリスト教圏）
- 12月25日 - クリスマス（各国）
- 12月25日 - 終い天神
- 12月25日 - スケートの日
- 12月26日 - ボクシング・デー
- 12月31日 - 大晦日（日本）
- 12月第二土曜日 ‐ 池ノ上みそぎ祭

### かつてあった祝日
- 12月23日 - 天皇誕生日
  - 平成時代の1989年から2018年まで。第125代天皇明仁の誕生日。2019年4月30日に明仁が退位したため、同年以降は6月と並んで祝日が一つもない月となる。

## 12月に行われるスポーツ
- 第1日曜 - 福岡国際マラソン（福岡市）
- 上旬 - ゴルフ日本シリーズ（男子ゴルフ 東京よみうりカントリークラブ）
- 中旬の日曜 - 甲子園ボウル（アメリカンフットボール　阪神甲子園球場）
- 下旬の日曜 - 全国高等学校駅伝競走大会（京都市）
- 23日-29日 - 全国高等学校バスケットボール選手権大会
- 下旬 - 全日本フィギュアスケート選手権大会（フィギュアスケート）
- 26日-31日 - スペングラーカップ（スイス・ダボス）
- 28日以前の日曜日　- 有馬記念 GⅠ (中山競馬場)
- 29日　- 東京大賞典 GⅠ (大井競馬場)
- 30日 - 全日本大学女子選抜駅伝競走大会（静岡県富士宮市）

## 12月がテーマの楽曲
- 12月の雨 （歌: 荒井由実）
- 12月の雨 （歌: ふきのとう）
- 12月の雨の日 （歌: はっぴいえんど）
- 12月の祈り （歌: 堀ちえみ）
- 12月の魔法 （歌: 槇原敬之）
- 12月の織姫 （歌: Wink）
- 12月のカンガルー（歌: SKE48）
- 12月の神様 （歌: 渡辺美里）
- 12月のカレンダー （歌: 斉藤由貴）
- 十二月 （歌: 中島みゆき）
- 十二月の風に吹かれて （歌: 河島英五）
- 十二月のセントラルパークブルース （歌: Mr.Children）
- 約束の十二月 （歌: 斉藤和義）
- さよならDecember （歌: DJ OZMA）
- 暦の上ではディセンバー （歌: アメ横女学園芸能コース、ベイビーレイズ）
- ディセンバー・メモリー  (歌: 荻野目洋子)
- December （歌: I WiSH）
- DECEMBER SONG （歌: 加藤和彦）
- No Snow In December （歌: MONKEY MAJIK）
- December's Children （曲: 周防義和）※テレビドラマ『奇跡の人』劇中曲
- December Morning （歌: 松田聖子）
- December Morn （歌: 松田聖子）
- Harmony of December （歌: KinKi Kids）
- 12月の天使達 （歌: MY LITTLE LOVER）
- 12月のLove song （歌: Gackt）
- 12月のエイプリルフール （歌: EPO）
- 南半球12月 （歌: 杉山清貴）
- 12月 （歌: 森山直太朗）
- 12月 （歌: BLANKEY JET CITY）
- 12月 （歌: SION）
- 12月の空　(歌:　鈴村健一）
- 雨に消えたあいつ（歌：伊藤智恵理）
- たとえば12月の夜に (歌：GARNET CROW)
- 12月 （歌: PUFFY）

このほか、様々なミュージシャンによるクリスマスソングが多数発表されている。

## その他
- 星座 - 射手座（12月21日頃まで）、山羊座（12月22日頃から）